# Macrothemis
Macrothemis ist eine aus 43 Arten bestehende Libellengattung. Die Gattung gehört zur Unterfamilie Trithemistinae und wurde 1868 durch Hermann August Hagen beschrieben. Als Generotyp diente eine bis dahin als Libellula celeno bezeichnete Libelle. Das Verbreitungsgebiet erstreckt sich von Arizona und dem südlichen Texas über Mittelamerika bis nach Zentralargentinien

## Merkmale
Macrothemis-Arten sind vergleichsweise kleine bis mittelgroße Libellen und erreichen Längen zwischen 29 und 52 Millimetern. Der bräunliche oder schwarze Hinterleib (Abdomen) ist in der Mitte stark verdünnt und wird nach hinten wieder dicker. Wie auf dem Abdomen so finden sich auch auf dem schwärzlichen oder bräunlichen Brustkorb (Thorax) weiße und gelbe Flecken beziehungsweise Streifen. Bei einigen Arten sind die sonst durchsichtigen Flügel der Weibchen bräunlich eingefärbt.

## Habitat
Macrothemis-Imagines kommen entlang von Flüssen vor und jagen insbesondere an Stellen, wo das Wasser schnell durch steiniges Gelände strömt. Die Larven wiederum kommen sowohl in stehenden als auch in fließenden Gewässern vor. In Fließgewässern bevorzugen sie aber langsamere Gewässerregionen. Oft graben sie sich in den Boden ein.

## Systematik
Folgende Arten werden zur Gattung Macrothemis gezählt:
- Macrothemis absimilis
- Macrothemis aurimaculata
- Macrothemis belliata
- Macrothemis brevidens
- Macrothemis calliste
- Macrothemis capitata
- Macrothemis celeno
- Macrothemis cynthia
- Macrotemis declivata
- Macrothemis delia
- Macrothemis extensa
- Macrothemis fallax
- Macrothemis flavescens
- Macrothemis griseofrons
- Macrothemis guarauno
- Macrothemis hahneli
- Macrothemis hemichlora
- Macrothemis heteronycha
- Macrothemis hosanai
- Macrothemis idalia
- Macrothemis imitans
- Macrothemis inacuta
- Macrothemis inequiunguis
- Macrothemis lauriana
- Macrothemis ludia
- Macrothemis lutea
- Macrothemis marmorata
- Macrothemis meurgeyi
- Macrothemis mortoni
- Macrothemis musiva
- Macrothemis newtoni
- Macrothemis nobilis
- Macrothemis pleurosticta
- Macrothemis polyneura
- Macrothemis proterva
- Macrothemis pseudimitans
- Macrothemis rochai
- Macrothemis rupicola
- Macrothemis taurepan
- Macrothemis tenuis
- Macrothemis tessellata
- Macrothemis ultima
- Macrothemis valida